# The Transfer Agreement
Споразум о преносу (енгл. The Transfer Agreement је књига из 1984. године коју је написао аутор Едвин Блек, а која документује споразум о трансферу („Хаавара споразум“) између ционистичких организација и нацистичке Немачке о пребацивању одређеног броја Јевреја и њихове имовине у Палестину.

## Позадина
Блек је син родитеља из Пољске који су преживели Холокауст.    У делу „Споразум о трансферу“, он напомиње да је, следећи веровања својих родитеља, од најранијих дана био присталица државе Израел.
Године 1978, као млади новинар, Блек је интервјуисао адвоката Америчке уније за грађанске слободе који је заступао чланове Америчке нацистичке партије, која је провокативно марширала кроз претежно јеврејско предграђе Чикага, Скоки. Припремајући се за тај интервју, Блеково интересовање је пробудила скривена историја односа између владе Адолфа Хитлера и немачко-јеврејских циониста током првих година нацистичког режима. Уследило је пет година истраживања, које се завршило објављивањем дела „Споразум о трансферу“.

## Главна теза
Ова књига документује споразум између нацистичке Немачке и организације немачких циониста из 1933. године о спасавању дела немачке јеврејске имовине и добровољну емиграцију немачких Јевреја у Палестину пре него што је Трећи рајх спровео протеривање, а затим и истребљење. Споразум о трансферу спасао је око 60.000 немачких Јевреја. Свеобухватни, светски економски бојкот Немачке од стране Јевреја помогао је да се подстакне договор између нациста и циониста.
Књига такође документује контроверзу унутар ционистичког покрета и јеврејске дијаспоре око споразума, за који Блек показује да је „раздвојио јеврејски свет у ери пре Другог светског рата“. Посебно описује сукоб између, с једне стране, немачких циониста и комуналних лидера немачког порекла у САД, који су се залагали за споразум, и, с друге стране, главних америчких јеврејских ционистичких лидера источноевропског порекла (као што су Амерички јеврејски комитет и Јеврејски ратни ветерани) који су се противили споразуму и уместо тога залагали за потпуни бојкот нацистичке Немачке.

## Пријем књиге
Након објављивања, књигу су цитирали крајње десничарски активиста Линдон Ларуш и вођа Нације ислама Луис Фаракан, тврдећи да је ционизам био расистички покрет који је сарађивао са нацистичком Немачком како би богати Немци могли да пребаце своју имовину у Палестину.
У рецензији у академском часопису Шофар, научник Лоренс Барон је приметио контроверзу коју је изазвао Блеков закључак да је Светска ционистичка организација (СЗО) прекинула потенцијално успешан антинацистички бојкот Немачке како би ојачала јеврејско присуство у Палестини. Барон је описао књигу као „добро написану и пажљиво документовану нарацију“; међутим, изјавио је да се упушта у сумњиве ретроспективне спекулације и баца неправедне клевете на мотиве оних који су бранили СЗО. За Барона, Блеков приказ стратегије ционистичког руководства је „једностран“, а његове критике „неисторијске и поједностављене“.
Историчари Бен Халперн и Хенри Фајнголд написали су веома критичке рецензије. Историчар Ричард С. Леви је у часопису „Коментар“ написао: „Блек се ослања на застарела секундарна дела, прави бројне грешке и искривљује своју тему (...) Блеково занемаривање секундарне научне литературе је перверзно и води га до његове најозбиљније грешке у процени, драстичног прецењивања политичке и економске ефикасности оружја бојкота.“ Даље је књигу описао као „заверу, инсинуације и сензационализам“.

## Награде
- 1985. Награда Карл Сендберг [7] од стране пријатеља „Чикашке јавне библиотеке” за најбољу нефикцијску књигу 1984. године за књигу „Споразум о преносу“.[8]